# Humberto Barbosa
Humberto Luís Rodrigues Barbosa (Funchal, 8 de Agosto de 1961) é um nutricionista português.[carece de fontes?]
Completou a formação universitária no Reino Unido tendo-se doutorado em 1983 na área da nutrição.[carece de fontes?] Em 1983 submeteu à Academia de Ciências de Roma uma tese científica na área da Psicologia e Nutrição que lhe valeu a atribuição de uma medalha de ouro por mérito na área das Ciências Psico-Biológicas[carece de fontes?]. Em 1986 publicou esta tese em Portugal, em edição de autor, no livro “Nutrição - a Ciência da Saúde”
Em 2007, publicou o seu segundo livro sobre os hábitos alimentares do portugueses e a necessidade de reeducação alimentar.